# Melissa Ortiz
Melissa Ortiz Matallana (24 de janeiro de 1990) é uma futebolista colombiana que atua como meia-atacante.

## Carreira
Melissa Ortiz integrou do elenco da Seleção Colombiana de Futebol Feminino, nas Olimpíadas de 2012.